# Le guerriere dal seno nudo
Le guerriere dal seno nudo (auch bekannt als War Goddess oder The Amazons) ist ein Abenteuerfilm aus dem Jahr 1973. Regie führte Terence Young.

## Handlung
Vor fast dreitausend Jahren sind die Amazonen ein Stamm stolzer Kriegerinnen, die sich vom Rest der Welt isoliert und eine Gemeinschaft gegründet haben, die ausschließlich aus ihrem eigenen Geschlecht besteht. Der Film beginnt damit, dass der Stamm ein Turnier mit verschiedenen körperlichen Wettbewerben abhält, um eine neue Königin auszuwählen. Im Endkampf besiegt die männerhassende Antiope ihre langjährige Rivalin Oreithyia in einem Ringkampf und wird zur Königin gekrönt. Die neue Herrscherin glaubt, dass der Stamm zu weich geworden sei, und verhängt eine strenge Disziplin, die es erlaubt, sexuelle Beziehungen mit Männern nur einmal im Jahr einzugehen. Antiope möchte auch eine Rückkehr zu einer egalitäreren Gesellschaft, was von Oreithyia und vielen anderen hohen Amazonen nicht gut aufgenommen wird. Sie schmiedet verschiedene Pläne, um Antiope zu eliminieren und ihren Platz auf dem Thron einzunehmen.
Da es keine Männer im Stamm gibt, pflanzen die Amazonen sich einmal im Jahr mit Männern anderer Völker fort. Die Amazonen treffen bald darauf eine Gruppe griechischer Soldaten, die von König Theseus von Athen angeführt werden, zu ihrer alljährlichen Paarungszeremonie. Unterdessen versuchen Oreithyia und ihre Gefolgsleute die Herrschaft der Königin zu untergraben, indem sie ein Aphrodisiakum in ihr Wasser geben. Doch stattdessen trinkt eine ihrer Dienerinnen dieses und erleidet deren Auswirkungen. Neugierig auf die Amazonen gibt Theseus unterdessen vor, ein rangniedriger Soldat zu sein, hat Geschlechtsverkehr mit Antiope und schwängert sie dabei. Sehr zum Entsetzen der Königin genießt sie ihre ersten Intimitäten mit einem Mann sehr. Insgeheim besorgt, dass sie Gefühle für Theseus hegt und als schwach wahrgenommen wird, befiehlt Antiope den Amazonen, einen Tag früher abzureisen.
Theseus empfiehlt der Königin einen bestimmten Weg durch die Berge zurück in ihre Heimat und schickt den Stamm versehentlich in einen skythischen Hinterhalt. Der König erkennt seinen Fehler und stellt eine Garnison von Soldaten zusammen, um den Amazonen zu helfen. Es gelingt ihnen, die Angreifer zu vertreiben. Im Glauben, dass die Griechen sie absichtlich in diesen Hinterhalt gelockt hätten, unternehmen die Amazonen eine Expedition unter der Führung von Oreithyia, um die Dörfer der Skythen als Vergeltung zu plündern. In den folgenden Monaten ist Theseus von der Königin gefesselt und errichtet ein provisorisches Lager in der Nähe der Amazonen-Stadt. Theseus schickt auch seine Frau, Königin Phaidra, unter dem Deckmantel einer Vertreterin von Kreta in die Stadt, um mehr über die matriarchale Gesellschaft der Amazonen zu erfahren. Aufgrund von Misstrauen gegenüber Phaidras wahren Beweggründen folgt Antiope ihr zurück zu Theseus’ Lager und entdeckt seine Täuschung. Als sie ihn mit einer anderen Frau sieht, glaubt Antiope, dass Theseus sie nur benutzt habe, und sie bricht ihre Beziehung wutentbrannt ab. Theseus kehrt daraufhin vorerst nach Athen zurück.
Zu Antiopes Bedauern ist das gemeinsame Kind von ihr und Theseus ein Junge und wird zum Sterben ausgesetzt, da männliche Kinder von den Amazonen nicht geduldet werden. Als Oreithyias Kriegspartei erfolgreich von ihrem Feldzug gegen die Skythen zurückkehrt, führt Antiopes verändertes Verhalten nach dem Verlust ihres Sohnes dazu, dass sie unter ihren Amazonenschwestern an Unterstützung verliert. Oreithyia nutzt diesen Moment aus und versucht, Antiope im Schlaf zu ermorden. Aber die Königin rechnet mit ihrem Verrat und fängt sie ab. Die beiden Amazonen entscheiden, dass sie ihren Streit ein für alle Mal beilegen müssen, und liefern sich einen nackten Ringkampf. Erschöpft von ihrem langen Duell fallen sie sich schließlich in die Arme und werden intim.
Antiope arrangiert ein weiteres Treffen mit den Griechen, um sich wieder zu paaren und sie dann alle aus Rache für ihre vermeintliche Rolle beim Aufbau des Hinterhalts zu töten. Trotz der düsteren Vorhersagen ihrer Priesterinnen, dass die Mission zu schweren Verlusten führen wird, ermutigt Oreithyia Antiope, es trotzdem zu tun. Antiope und Theseus sind schließlich im Lager wieder vereint, wo er ihr seine Liebe gesteht. Nach dem Liebesakt verrät Theseus, dass er ihren gemeinsamen Sohn, der jetzt Hippolytos heißt, gerettet habe, woraufhin sie sich gemeinsam aus dem Lager schleichen, um ihr Kind in Athen zu besuchen. Die anderen Amazonen glauben daraufhin, sie sei entführt worden. Nur Oreithyia und wenige andere erkennen die Wahrheit und folgen den Griechen, um zu verhindern, dass sich diese große Schande verbreitet. Die Amazonen holen schließlich auf und kämpfen mit den Griechen. Um Antiope zu beschützen, befiehlt Theseus seinen Männern, sie gegen ihren Willen an die Kutsche zu fesseln. Als der Konflikt eskaliert, erleiden beide Seiten Verluste und Antiope kann nur hilflos zusehen, wie Oreithyia auf dem Schlachtfeld getötet wird. Theseus beendet schließlich das Blutvergießen. Nach der Schlacht erkennt Antiope Oreithyias Wunsch an, Königin zu werden, und steckt ihr den Ring, der ihren Status als Königin symbolisiert, an den Finger. Von den Griechen gefangen genommen folgen Antiope und die Überlebenden ihnen auf der langen Reise zurück nach Athen. Obwohl Antiope entmutigt darüber ist, dass sowohl sie als auch die Amazonen als Volk endgültig besiegt sind, freut sie sich auf ihre zukünftige Rolle als Theseus’ Beraterin und ist angenehm überrascht, dass Phaidra seine erste Frau und keine Geliebte ist.